# Алічень (Сату-Маре)
Алічень, Алічені (рум. Aliceni) — село у повіті Сату-Маре в Румунії. Входить до складу комуни Тиршолц.
Село розташоване на відстані 447 км на північний захід від Бухареста, 36 км на північний схід від Сату-Маре, 133 км на північ від Клуж-Напоки.

## Населення
За даними перепису населення 2002 року у селі проживали 416 осіб, усі — румуни. Усі жителі села рідною мовою назвали румунську.